# A2 (motorväg, Kroatien)
A2 är en motorväg i Kroatien som går mellan huvudstaden Zagreb och Macelj vid den (slovenska gränsen). Vägen är en del av E59.
Sträckan som öppnades för trafik 2007 är drygt 60 km lång. Projektet kostade 250 miljoner euro och finansieras med vägavgifter (39 kuna för en passage, ungefär 45 svenska kronor). Entreprenör var det österrikiska företaget STRABAG.
Anledningen till att bygga ut vägen var den täta trafiken på landsvägen med kilometerlånga köer vid gränsen som följd. Motorvägen passerar genom några kortare tunnlar.
Motorvägssträckan invigdes officiellt av den dåvarande premiärministern Ivo Sanader den 29 maj 2007.